# Serial Thriller
Serial Thriller est un bloc de programmes de séries et mini-séries internationales diffusées en France chaque dimanche soir depuis le 11 octobre 2015 sur 13e rue.

## Concept
Serial Thriller (jeu de mots entre serial killer et thriller) est une création des programmateurs français qui ont réuni sous cette étiquette plusieurs séries télévisées policières mettant en scène un tueur en série.

## Séries inédites
- Aquarius, diffusé depuis le 11 octobre 2015[1]
- 100 code, diffusé depuis le 22 novembre 2015[2]
- Catching Milat, diffusé depuis le 20 décembre 2015[3]
- Modus, diffusé depuis le 3 janvier 2016[4]
- Dig, diffusé depuis le 31 janvier 2016[5]
- Wicked City, diffusé depuis le 20 mars 2016[6]
- Bates Motel (saison 4), diffusé depuis le 3 avril 2016[7]
- Mammon, la révélation (saison 2), diffusé depuis le 17 avril 2016[8]
- Shooter, diffusé depuis le 5 mars 2017
- The Family, diffusé depuis le 9 avril 2017
- Chance, diffusé depuis le 28 mai 2017
- Shoot the Messenger (en), diffusé depuis le 2 juillet 2017
- Spring Tide

## Séries rediffusées
- Hannibal
- Meurtre au pied du volcan
- Prey
- Bellicher : une vie volée (saison 2), diffusé depuis le 16 août 2016[9]